# Ring belge R6
Pour les articles homonymes, voir R6.
Le ring belge R6 est le grand ring de Malines, en Belgique. Il a été planifié comme un grand ring mais seul un petit tronçon a été construit. C'est une route à double chaussées et possède 2 bandes dans chaque sens.